# دانیل مونیوس د لا نابا
 دانیل مونیوس د لا نابا (انگلیسی: Daniel Muñoz de la Nava؛ زاده ۲۹ ژانویهٔ ۱۹۸۲) یک تنیس‌باز اهل اسپانیا است. 